# Marián Leško
Marián Leško (* 1. srpna 1954 Prešov, Československo) je slovenský novinář, politický komentátor a publicista.

## Život
Vystudoval Filozofickou fakultu Univerzity Pavla Jozefa Šafárika v Prešově. Od roku 1982 byl redaktorem týdeníku Nové slovo, vydávaného Ústředním výborem Komunistické strany Slovenska. V roce 1992 pracoval pro deník Pravda a krátce pro deník Práca. V roce 1994 kandidoval do parlamentu na kandidátce koalice čtyř politických stran Spoločná voľba.
Od dubna 1996 byl politickým komentátorem deníku SME, kam psal až do roku 2017. Spolupracoval s rádiem Svobodná Evropa a vystupoval také v zábavním pořadu Sedem. V roce 1999 obdržel ocenění Krištáľové krídlo za publicistiku a literaturu. V letech 2011–2019 s krátkým utlumením činnosti v roce 2015 působil v ekonomickém magazínu Trend. Z Trendu i pořadu Sedem odešel v roce 2019 do týmu prezidentky Zuzany Čaputové, které dělal poradce pro oblast vnitřní politiky. V rámci své novinářské činnosti spolupracoval také s nadací Zastavme korupciu. Od roku 2022 spolupracuje s Denníkem N.
Je autorem několika knih s politickou tematikou: Ľudia a ľudkovia z našej politickej elity (1993), Slovenské tango v roku jeden (1994), Mečiar a mečiarizmus (1996), Masky a tváre novej elity (2000).